# Grapsidae
Famille
Les Grapsidae sont une famille de crabes. Elle comprend 45 espèces actuelles et cinq fossiles dans dix genres dont deux fossiles.

## Liste des genres
Selon World Register of Marine Species (14 décembre 2014) :
- genre Chiromanthes (nomen dubium)
- genre Geograpsus Stimpson, 1858
- genre Goniopsis De Haan, 1833
- genre Grapsus Lamarck, 1801
- genre Leptograpsodes Montgomery, 1931
- genre Leptograpsus H. Milne Edwards, 1853
- genre Metopograpsus H. Milne Edwards, 1853
- genre Pachygrapsus Randall, 1840
- genre Planes Bowdich, 1825

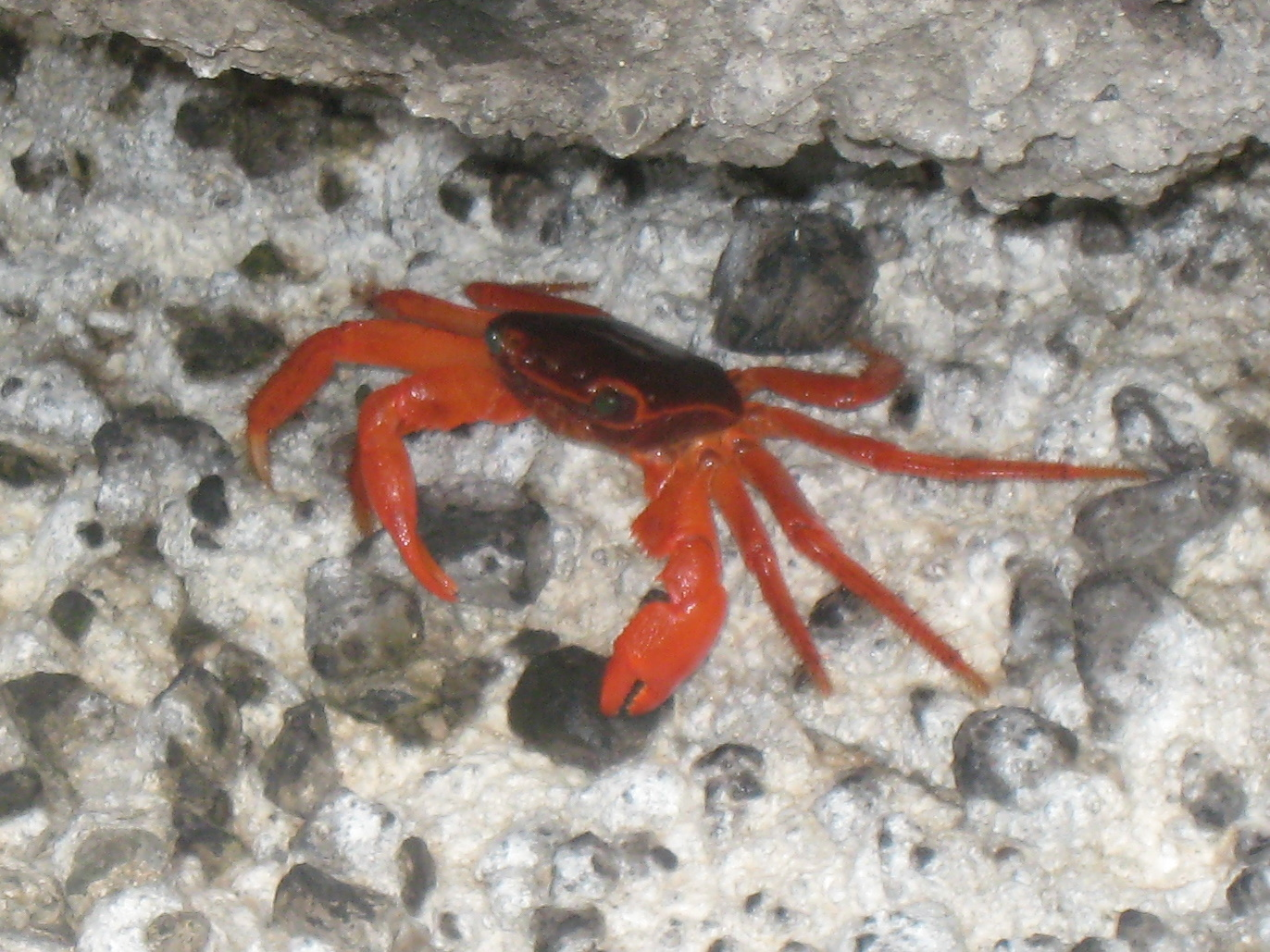
Geograpsus stormi
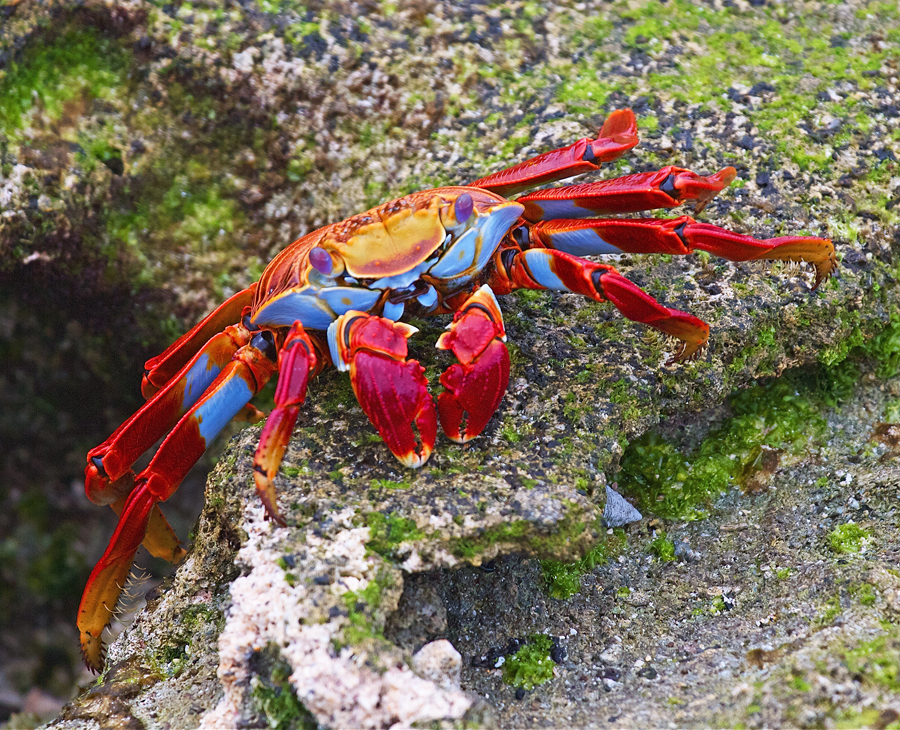
Grapsus grapsus
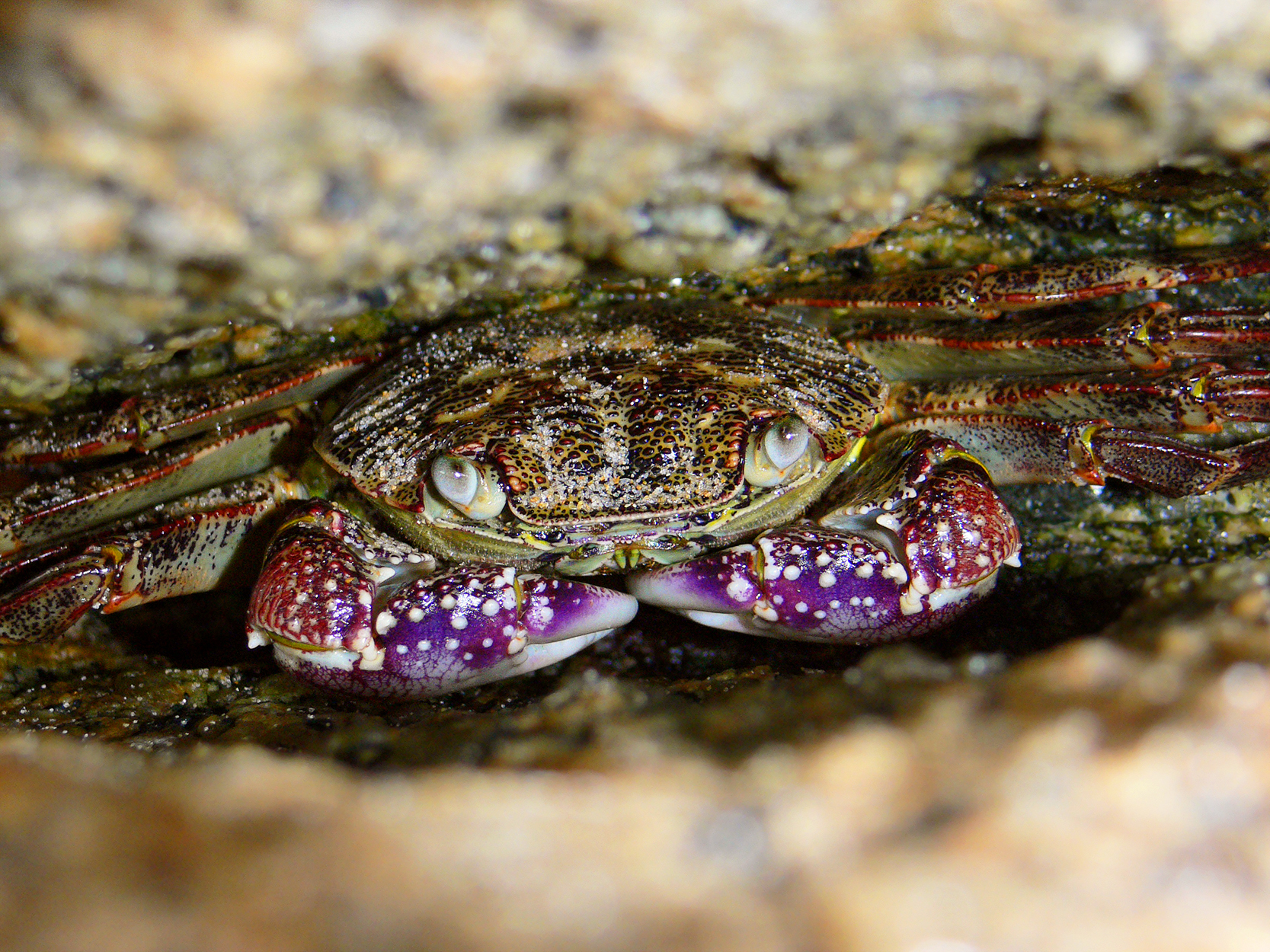
Leptograpsus variegatus
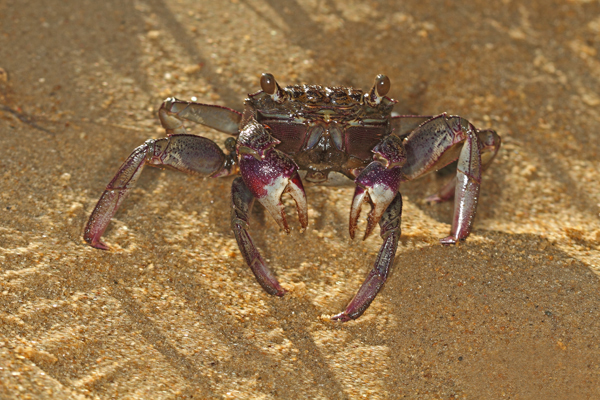
Metapograpssus latifrons
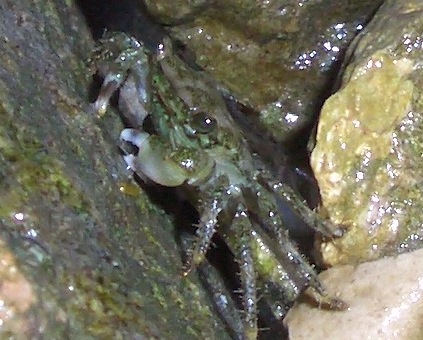
Pachygrapsus marmoratus